# Вьей-Кас
Вьей-Кас (англ. Vieille Case), также Вьёй-Кас (англ. Vielle Case) — деревня на северном побережье Доминики. Остров Доминика до европейской колонизации был заселён племенем калинаго (европейцы называли их карибами). Итасси — калинагское (карибское) название Вьей-Кас. С французского Вьей-Кас можно перевести как «старый дом». 
Население Вьей-Каса составляет 726 человек.  
Когда европейцы впервые поселились на севере Доминики, они жили бок о бок с карибами. Таким образом, нынешние сельские жители — потомки калинаго, европейских поселенцев и африканских рабов. 
В центре населённого пункта расположены различные магазины, похожие на круглосуточные. В этой тропической деревне есть несколько ресторанов. Магазин «Anna's» продаёт продукты и жареную курицу. Некоторое время в центре деревни располагалось манговое дерево, потому местные называют центр деревни [территорией] «под манговым деревом», хотя этого дерева там уже нет.  

## Сельское хозяйство
В горах над деревней есть местность под названием La Vie Douce (Сладкая жизнь). Именно там выращиваются дашин, имбирь, ямс, перец и бананы. Многие граждане зарабатывают на жизнь сельским хозяйством. На окраине деревни также расположен миниатюрный рынок  «Под манго»; там продают продукты, привезенные фермерами. 

## Церкви
Католическая церковь, которая находилась в окрестностях деревни, была разрушена в 2005 году сильным землетрясением. В результате природного катаклизма церковь разделилась на две части.

## Образование
В самой деревне есть только одна начальная школа. Другие учебные заведения находятся неподалёку от Розо — столицы страны:
- Средняя школа Дюблан;
- Средняя школа адвентистов седьмого дня Доминики;
- Музыкальная школа Кайри;
- Дошкольное учреждение.

## Известные люди
- Эдвард Оливер Леблан — премьер-министр Доминики (1967 — 1974).
- Рузвельт Скеррит — премьер министр Доминики (2004 — н. в.).
- Алексис Уильямс — депутат доминикского парламента.